# オスマン・ハムディ・ベイ
オスマン・ハムディ・ベイ（トルコ語: Osman Hamdi Bey、1842年12月30日 - 1910年2月24日）は、オスマン帝国の行政官、知識人、美術専門家であり、また傑出した草創期の画家だった。優れた考古学者でもあり、トルコにおける博物館キュレーターの草分けとみなされている。オスマン・ハムディ・ベイはイスタンブール考古学博物館およびイスタンブール芸術アカデミー（現在のミマール・スィナン芸術大学）の設立者だった。

## 青年期まで
オスマン・ハムディは、ミドハト・パシャの後任としてオスマン帝国の大宰相を1877-1878年につとめたイブラヒム・エドヘム・パシャの子である。父のイブラヒム・エドヘム・パシャはヒオス島出身のギリシャ人だったが、ヒオス島の虐殺の時に幼くして孤児になり、カプタン・パシャ（海軍大臣）のヒュスレヴ・パシャに育てられ、最終的にオスマン帝国の支配階級にのぼった。

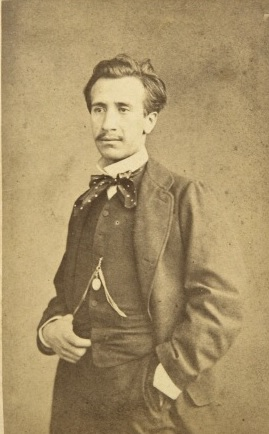
若いころのオスマン・ハムディ

オスマン・ハムディはイスタンブールのベシクタシュにある小学校を出た後、法律を最初イスタンブールで（1856年）、ついでパリで（1860年）学んだ。しかし、絵画に興味をもって画家としての道を進むことに決め、法学をやめてフランスのオリエンタリズム画家であるジャン＝レオン・ジェロームとギュスターヴ・ブーランジェのもとで鍛錬を積んだ。当時の芸術の国際的中心地であったパリに9年間居住する間、芸術の催し物に鋭い興味を示した。
パリ滞在中に、オスマン帝国の君主のはじめての西洋訪問がおきた。ナポレオン3世は1867年のパリ万国博覧会にスルターン・アブデュルアズィズを招いた。オスマン・ハムディはパリでまた新オスマン人の多くにも会い、彼らの自由主義思想を知ったが、オスマン帝国のスルターンに忠実なパシャの子として彼らの政治的活動には参加せず、絶対君主制に反対はしなかった。学生時代にパリでオスマン・ハムディ・ベイは、後に最初の妻となったフランス人女性のマリーに会った。父親の祝福を受け、1869年にイスタンブールに戻ったときに彼女も同行し、そこで結婚して2人の娘をもうけた。
トルコに帰国後、ミドハト・パシャの行政団体の一員としてオスマン帝国のバグダード州に派遣された（ミドハト・パシャは新オスマン人の主導的政治家で改革者であり、1876年にオスマン帝国憲法を制定し、オスマン・ハムディ・ベイの父イブラヒム・エドヘム・パシャの前任者として1876-1877年に大宰相をつとめた）。1871年にイスタンブールに戻り、宮廷儀礼の官庁の副長官に就任した。1870年代にはオスマン帝国の官僚制度の上層部のいくつかの役職をこなした。

## 経歴
1867年のパリ万国博覧会で、オスマン・ハムディは3つの絵画を展示した。現存しているものはないが、題は『ジプシーの休息』、『横たわって待機する黒海の兵士』、『兵士の死』だった。彼の経歴において重要な一歩は、1881年に帝国博物館(Müze-i Hümayun)の館長に就任したことだった。博物館長としての地位を利用して、博物館を発展させ、古物に関する法律を改訂し、国家の支援する考古学探検を創始した。オスマン・ハムディは国際的機関、とくにペンシルベニア大学との関係を築くことに専念し、1894年には同大学の栄誉学位を得ている。1902年、ペンシルベニア大学考古学人類学博物館への贈り物としてニップルの発掘の絵を描いた。1882年、芸術アカデミーを創設してその長に就任し、オスマン人に帝国外に出ることなく美術と芸術の鍛錬を行う手段を提供した。1884年には歴史的美術品が国外に密輸出することを禁止する規則(Asar-ı Atîka Nizamnamesi)を発布したが、これは古物保存の法的枠組みを構成するための大きな一歩であった。19世紀の西洋列強の代理人やブローカーは、美術品や歴史的な価値のある物をオスマン帝国の版図（なかでも古代ギリシャやメソポタミア文明の地域を当時は含んでいた）からうさんくさい許可証や賄賂を使って日常的に密輸出し、ヨーロッパの首都にある博物館を豊かにしていた。
オスマン・ハムディ・ベイは、トルコ人による最初の科学的な考古学調査を率いた。彼による発掘には、南東アナトリアのネムルト山のコンマゲネ王国の墳墓群（アドゥヤマン県にあるトルコ最高の観光地であり、現在はUNESCO世界遺産に指定されている）、南西アナトリアのラギナにあるヘカテーの聖域（観光地としての人気は落ちるが、今のムーラ県にある）、レバノンのシドンがある。シドンで彼が発見したサルコファガス（アレクサンドロス石棺を含む）は考古学的発見のうちで世界的に貴重なもののひとつと考えられている。帝国博物館（現イスタンブール考古学博物館）の建物は1881年に建設を開始し、1891年にオスマン・ハムディ・ベイを館長として開館した。
博物館長およびアカデミーの長としての職業と並行して、オスマン・ハムディは生涯にわたって絵画の作成を続けた。彼の絵画の様式は教えを受けたジェロームおよびブーランジェによっていたが、しばしば彼自身や家族を描いたため、彼の作品に見られるオリエンタリストとしての視点の前提を複雑化している。
- 『亀の調教師』（イスタンブール、ペラ美術館）
- 自画像（ゲブゼ、オスマン・ハムディ・ベイ博物館）
- ネムルト山の遺跡を発掘するオスマン・ハムディ・ベイ
- オスマン・ハムディ・ベイと娘のナズル（ゲブゼ、オスマン・ハムディ・ベイ博物館）

## 伝記
- Kaplumbağa Terbiyecisi, Osman Hamdi Bey'in Romanı, Emre Can, Kapı Yayınları, 2008.
- L'ammaestratore di Istanbul, Elettra Stamboulis & Gianluca Costantini, Comma 22, 2008.
- L'ammaestratore di Istanbul, Elettra Stamboulis & Gianluca Costantini, Giuda Edizioni, 2013.